# Microsphinx
Microsphinx är ett släkte av fjärilar. Microsphinx ingår i familjen svärmare.
Kladogram enligt Catalogue of Life:
| Microsphinx | \| \| Microsphinx minutum \| \| \| \| \| \| Microsphinx pumilum \| \| \| \| |
|             | \| \| Microsphinx minutum \| \| \| \| \| \| Microsphinx pumilum \| \| \| \| |
|             | Microsphinx minutum                                                         |
|             |                                                                             |
|             | Microsphinx pumilum                                                         |
|             |                                                                             |